# Jiří Bedřich Josef Wilczek

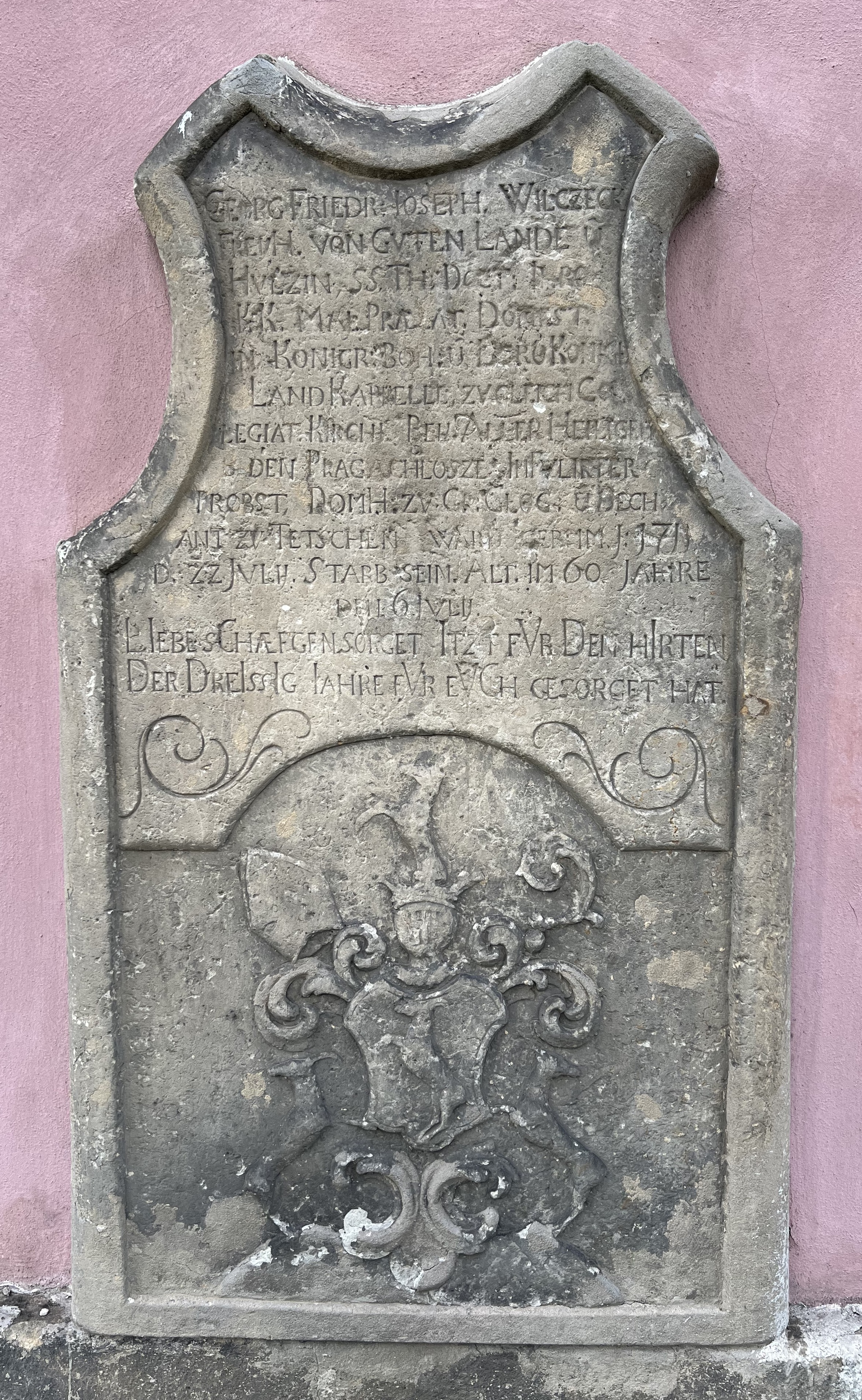
Náhrobník Georga Friedricha Josepha Wilczecka

Jiří Bedřich Josef Wilczek (něm. Georg Friedrich Joseph Wilczeck), svobodný pán z Dobré Zemice a Hlučína (22. července 1711 asi Velké Kunčice – 6. července 1771 Děčín) byl český římskokatolický duchovní, domácí prelát, probošt kapituly Všech svatých na Pražském hradě, kanovník ve Velkém Hlohově, děkan v Děčíně a spisovatel.

## Život
Narodil se zřejmě ve Velkých Kunčicích Bedřichovi Jiřímu Františkovi svobodnému pánovi Wilczekovi a jeho ženě Heleně svobodné paní ze Saint Genois. Z genealogických souvislostí lze odvodit, že byl pravděpodobně posledním mužským členem linie Wilczeků, svobodných a korouhevních pánů z Dobré Zemice a Hlučína. Wilczekové (Vlčkové) patří ke staré hornoslezské šlechtě.
Po skončení studií v Římě získal doktorát teologie. V Římě nechal zhotovit, podle vzoru z baziliky Santa Maria Maggiore, kopii milostného obrazu Panny Marie. Jako student bohosloví získal v Římě velkou úctu k tomuto obrazu. Kopii Wlczekovi posvětil papež Benedikt XIV. (1740–1758). Jako kněz působil v letech 1741–1771 v Děčíně, kde byl děkanem. Roku 1750 umístil umístil zmiňovanou kopii milostného obrazu Panny Marie do postranní zpovědní kaple děčínského kostela Povýšení svatého Kříže. Kaple pak dostala jméno Panny Marie Sněžné a stala se poutním místem litoměřické diecéze.
Zachovalo se jeho literární dílo z roku 1762 Lehr-Satz von der Lage der Erden (Věta o poloze Země).

## Náhrobní deska
U kostela sv. Václava a Blažeje v Děčíně se zachovala jeho náhrobní deska. Stojí na ní:
| německý originál | přibližný český překlad |
| --- | --- |
| GEORG FRIEDR. IOSEPH WILCZEK FREI, H. VON GVTEN LANDE U HVLZIN, SS. TH, DOCT. IHRO. KK. MAI. PRAELAT. DOMEST IN - KONIGR : BOH : U. I[H]RO KONIG : LAND KAPPELLE, ZV GLEICH GO : LEGAT KIRCHE. BEH. ALLER HEILIGE [AV]F DEN PRAG. [S]CHLOSZE. INFVLIRTER PROBST, DOM H : ZV. GR. GLOG. U. DECH ANT ZV TETSCHEN WAR D GEB. IM. J : 1711 D. 22. JVLY. STARB SEIN. ALT. IM 60 JAHRE LIEBE SCHAEFGEN SORGET ITZT FVR DEN HIRTEN DER DREISSIG IAHRE FVR EVCH GESORGET HAT | Jiří Bedřich Josef Wilczek, svobodný pán z Dobré Zemice a Hlučína, doktor teologie; jeho císařského a královského majestátu domácí prelát v Království českém a jeho královské zemské kapli; zároveň kolegiátního kostela u Všech svatých na Pražském hradě infulovaný probošt, kanovník ve Velkém Hlohově a děkan v Děčíně. Narodil se v roce 1711, dne 22. července. Zemřel ve věku 60 let. Milé ovečky postaráno je o pastýře, který se třicet let staral o vás. |

Součtem římských číslic v chronogramu vzniká letopočet 1771 (podtržením písmen jsou označeny kontrakce slov, které v originálním textu jsou nad písmeny v podobě stejných vodorovných čar).

### Erb
Na náhrobní desce se vyskytuje také jeho erb. Tento erb se také nachází pod portrétem na titulní straně jeho knihy Lehr-Satz von der Lage der Erden. Tvar štítu znaku v dolní části náhrobní desky opakuje již jednou použité téma kasuly. Ve štítu je figuru kozla ve skoku. Na štítu stojí korunovaná turnajová přilba s klenotem kozla vyskakujícího. Z horních rohů štítu se odvíjejí rozviliny. Na rozvilině vpravo leží kosmo mitra a vlevo šikmo vyniká berla se závitem stáčeným dovnitř. Při patě štítu je z každé strany štítonoš v podobě skákajícího kozla. Ti stojí na rozvilinové arabesce vinoucí se pod štítem.

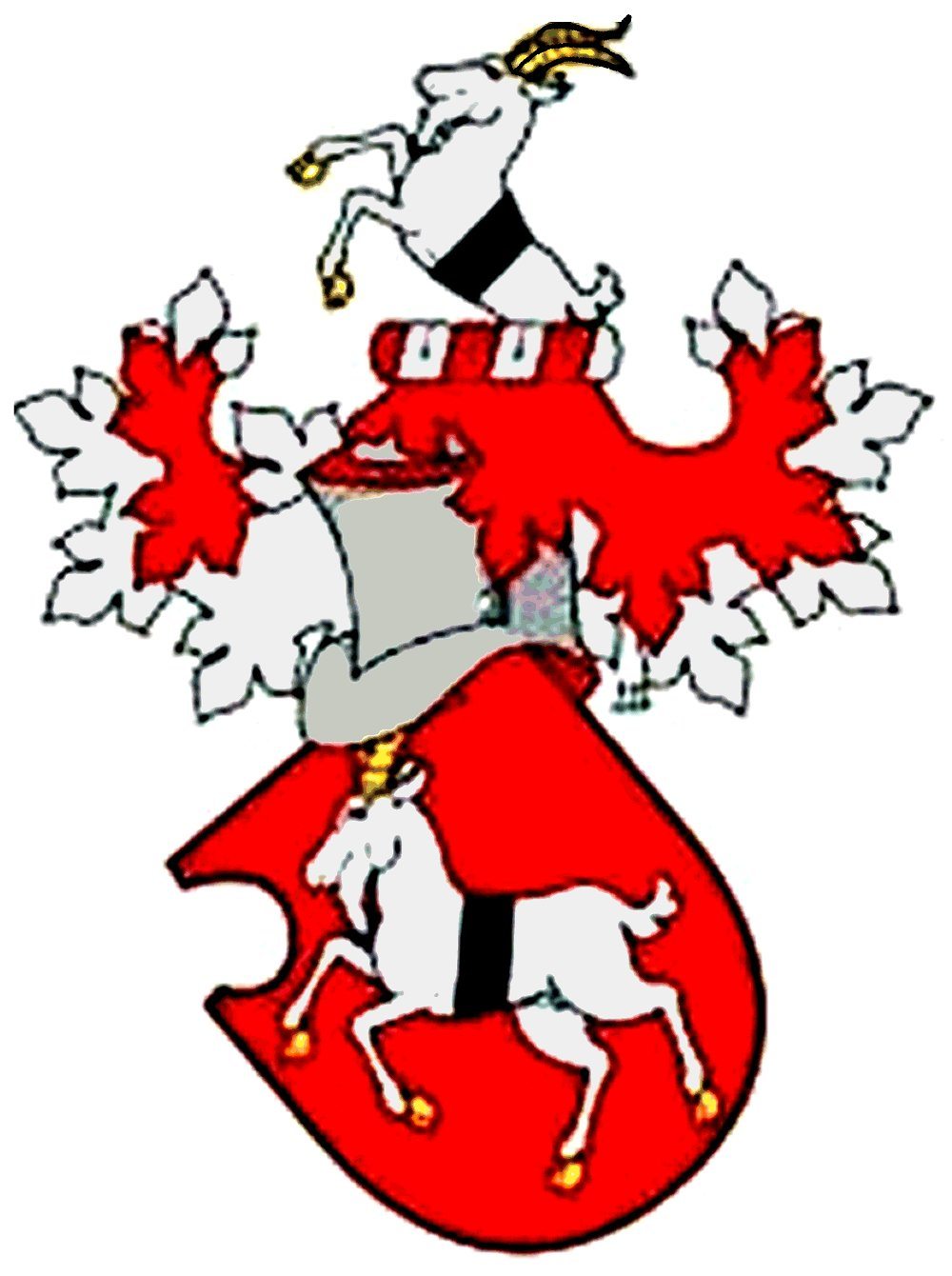
Erb rodu Vlčků (Wilczeků)

Znak na náhrobníku děkana Wilczeka v Děčíně je oproti erbu rodu Wilczeků jednodušší a v detailech také trochu jiný. Figura ve štítu se přidržuje rodové erbovní tradice a zpodobňuje kozla a nikoliv kamzíka. Není zřetelné trojvrší, na kterém by měl kozel stát. Stejně tak nelze vypozorovat pás přes hruď kozla. Výtvarné pojetí celého znaku nese zjevné známky heraldického úpadku, typického pro tzv. dobu copovou. Celý znak budí dojem, že v mnohém nebyl pochopen význam a smysl všech jeho součástí. Například rozviliny vycházející z horních rohů štítu, jsou zřejmě výsledkem neznalosti funkce přikryvadel. Ty u přilby chybí. Podobně však mohlo dojít k záměně významu dvou pruhů látky zvaných fimbrie a splývajících ze zadní týlové části mitry, resp. pruhu látky pojmenovaného velum nebo sudarium, kterým bývala doplňována berla. Berla opatřená pruhem látky patřila nižším církevním hodnostářům, jimž ceremoniál, na rozdíl od biskupů, arcibiskupů a patriarchů, nedovoloval nosit rukavice a berla nesměla být uchopena holou rukou. Držela se pomocí pruhu bílé látky.
Při popisu znaku na náhrobníku bylo při berle zdůrazněno, že její závit směřuje dovnitř. U některých znaků církevních hierarchů jsou berly otočené závitem ven, tj. směrem od štítu. Odlišnost postavení berly byla dána rozdílností pravomocí jednotlivých hodnostářů. Závit dovnitř označuje pravomoce, které je možné uplatňovat pouze uvnitř církevní instituce, v našem případě konkrétně uvnitř kapituly u Všech svatých na Pražském hradě, kde byl děčínský děkan Wilczek proboštem. U znaků biskupů a arcibiskupů označovala berla otočena závitem ven působnost pravomocí v celé diecézi. Mitra, čili infule, nebyla odznakem proboštů. Ale někteří z církevních hodnostářů, jakými byli například představitelé mužských i ženských klášterů anebo kapitul, obdrželi tzv. právo pontifikálií. K nim patřila mitra a berla jako zvláštní vyznamenání, které je stavělo na roveň biskupů. Děkan Wilczek, jako infulovaný probošt, měl právo pontifikálií užívat.
V nápise na náhrobní desce děkana Wilczeka je zmíněn jeho titul domácího preláta Království českého. Tento titul souvisel původně s funkcí královského kaplana a náležel proboštu kapituly u Všech svatých, na rozdíl od titulu kaplana českého krále, který patřil olomouckému arcibiskupovi.